# Stacey Pensgen
Stacey Pensgen, née le 25 mai 1982, est une ancienne patineuse artistique américaine.

## Palmarès
| Compétitions/ Années        | 1998 | 1999 | 2000 | 2001 | 2002 |  |  |  |  |  |  |  |  |  |
| Quatre continents           |      |      | 2e   |      |      |  |  |  |  |  |  |  |  |  |
| Championnats des États-Unis | 13e  | 9e   | 6e   | 13e  | 17e  |  |  |  |  |  |  |  |  |  |
|                             |      |      |      |      |      |  |  |  |  |  |  |  |  |  |